# Erfried Michalowsky
Erfried Michalowsky (* 30. Januar 1950 in Kammin) ist ein ehemaliger deutscher Badmintonspieler. Durch ein Versehen eines Standesbeamten wurden die Nachnamen von ihm und seinem Zwillingsbruder Edgar bis zur Wende unterschiedlich geschrieben. Nach der Wende konnten die Familie Michalowsk(i)y namensmäßig wieder zueinander finden – die Nachnamen wurden auf ein finales Ypsilon vereinheitlicht. Für sportliche Erfolge der Michalowsky-Großfamilie sorgten des Weiteren Ilona Michalowsky, Norbert Michalowsky, Lothar Michalowsky, Katja Michalowsky, Angela Michalowski und Petra Michalowsky.
Erfried Michalowsky gehört mit 23 DDR-Einzel- und 19 DDR-Mannschaftstiteln zu den erfolgreichsten ostdeutschen Badmintonspielern überhaupt, hat aber damit 3 Einzeltitel weniger als sein Zwillingsbruder zu verzeichnen. Insgesamt spielte er 39 Mal für die Auswahl der DDR und feierte dabei 29 Siege.
Sportliche Höhepunkte nach der Wende waren zahlreiche Deutsche Meisterschaften in den Altersklassen, der Europameistertitel 2006 im Herrendoppel der Altersklasse O55 sowie der Weltmeistertitel 2003 in Sofia im Herrendoppel O50 (beide an der Seite seines Bruders Edgar). Bei der Europameisterschaft 2008 im spanischen Punta Umbria konnte er zusammen mit Bruder Edgar die Silbermedaille im Herrendoppel O55 gewinnen. Er ist heute noch in den Mannschaften des BSV Einheit Greifswald aktiv.

## Sportliche Erfolge

### Nationale Titel
| Saison    | Veranstaltung                    | Disziplin    | Sieger |
| --------- | -------------------------------- | ------------ | --- |
| 1967/1968 | DDR-Einzelmeisterschaft AK 16/17 | Herrendoppel | Edgar Michalowski / Erfried Michalowsky (Einheit Greifswald) |
| 1968/1969 | DDR-Einzelmeisterschaft          | Herrendoppel | Erfried Michalowsky / Edgar Michalowski (Einheit Greifswald) |
| 1971/1972 | DDR-Mannschaftsmeisterschaft     | Mannschaft   | Einheit Greifswald (Edgar Michalowski, Erfried Michalowsky, Klaus Müller, Hubert Wagner, Jürgen Schulz, Ralf Peters, Hans-Peter Bösel, Jürgen Brösel, Angela Cassens, Spörke, Christine Zierath)                     |
| 1971/1972 | DDR-Einzelmeisterschaft          | Herrendoppel | Erfried Michalowsky / Edgar Michalowski (Einheit Greifswald) |
| 1972/1973 | DDR-Mannschaftsmeisterschaft     | Mannschaft   | Einheit Greifswald (Erfried Michalowsky, Edgar Michalowski, Klaus Müller, Ralf Peters, Michael Franz, Hubert Wagner, Christine Zierath, Renate Thurow, Angela Michalowski)                                           |
| 1972/1973 | DDR-Studentenmeisterschaft       | Herreneinzel | Erfried Michalowsky (ISMbEt Berlin) |
| 1972/1973 | DDR-Studentenmeisterschaft       | Mixed        | Erfried Michalowsky / Christine Zierath (ISMbEt Berlin / Ernst-Moritz-Arndt-Universität Greifswald – Einheit Greifswald)                                                                                             |
| 1972/1973 | DDR-Studentenmeisterschaft       | Herrendoppel | Erfried Michalowsky / Ralf Peters (IS Berlin – Einheit Greifswald / Ernst-Moritz-Arndt-Universität Greifswald – Einheit Greifswald)                                                                                  |
| 1973/1974 | DDR-Mannschaftsmeisterschaft     | Mannschaft   | Einheit Greifswald (Erfried Michalowsky, Edgar Michalowski, Klaus Müller, Hubert Wagner, Hans-Peter Meyer, Jürgen Müller, Dieter Spaller, Jürgen Schulz, Angela Michalowski, Christine Zierath, Brigitte Schröder)   |
| 1974/1975 | DDR-Mannschaftsmeisterschaft     | Mannschaft   | Einheit Greifswald (Edgar Michalowski, Erfried Michalowsky, Norbert Michalowsky, Hubert Wagner, Klaus Müller, Michael Franz, Christine Zierath, Renate Thurow, Ilona Michalowsky)                                    |
| 1974/1975 | DDR-Studentenmeisterschaft       | Herreneinzel | Erfried Michalowsky (ISMbEt Berlin) |
| 1974/1975 | DDR-Einzelmeisterschaft          | Mixed        | Erfried Michalowsky / Angela Michalowski (Einheit Greifswald) |
| 1974/1975 | DDR-Einzelmeisterschaft          | Herrendoppel | Erfried Michalowsky / Edgar Michalowski (Einheit Greifswald) |
| 1974/1975 | DDR-Studentenmeisterschaft       | Mixed        | Erfried Michalowsky / Petra Wernicke (ISMbEt Berlin / Ernst-Moritz-Arndt-Universität Greifswald – Einheit Greifswald)                                                                                                |
| 1975/1976 | DDR-Mannschaftsmeisterschaft     | Mannschaft   | Einheit Greifswald (Edgar Michalowski, Erfried Michalowsky, Hans-Peter Apler, Klaus Müller, Uwe Kämmer, Norbert Michalowsky, Jürgen Brösel, Angela Michalowski, Christine Zierath, Renate Thurow, Ilona Michalowsky) |
| 1975/1976 | DDR-Einzelmeisterschaft          | Mixed        | Erfried Michalowsky / Angela Michalowski (Einheit Greifswald) |
| 1975/1976 | DDR-Einzelmeisterschaft          | Herrendoppel | Erfried Michalowsky / Edgar Michalowski (Einheit Greifswald) |
| 1976/1977 | DDR-Mannschaftsmeisterschaft     | Mannschaft   | Einheit Greifswald (Edgar Michalowski, Erfried Michalowsky, Michael Franz, Norbert Michalowsky, Klaus Müller, Renate Thurow, Angela Michalowski, Christine Zierath)                                                  |
| 1976/1977 | DDR-Einzelmeisterschaft          | Mixed        | Erfried Michalowsky / Angela Michalowski (Einheit Greifswald) |
| 1976/1977 | DDR-Einzelmeisterschaft          | Herrendoppel | Erfried Michalowsky / Edgar Michalowski (Einheit Greifswald) |
| 1977/1978 | DDR-Mannschaftsmeisterschaft     | Mannschaft   | Einheit Greifswald (Edgar Michalowski, Erfried Michalowsky, Michael Franz, Uwe Kämmer, Angela Michalowski, Ilona Michalowsky, Birgit Kämmer, Christine Zierath)                                                      |
| 1977/1978 | DDR-Einzelmeisterschaft          | Mixed        | Erfried Michalowsky / Angela Michalowski (Einheit Greifswald) |
| 1978/1979 | DDR-Mannschaftsmeisterschaft     | Mannschaft   | Einheit Greifswald (Erfried Michalowsky, Edgar Michalowski, Uwe Kämmer, Thomas Greeck, Jürgen Brösel, Christine Zierath, Angela Michalowski, Ilona Michalowsky)                                                      |
| 1978/1979 | DDR-Einzelmeisterschaft          | Herrendoppel | Erfried Michalowsky / Edgar Michalowski (Einheit Greifswald) |
| 1979/1980 | DDR-Mannschaftsmeisterschaft     | Mannschaft   | Einheit Greifswald (Edgar Michalowski, Erfried Michalowsky, Michael Franz, Thomas Mundt, Klaus Müller, Norbert Michalowsky, Petra Michalowsky, Christine Zierath, Ilona Michalowsky, Angela Michalowski)             |
| 1979/1980 | DDR-Einzelmeisterschaft          | Herreneinzel | Erfried Michalowsky (Einheit Greifswald) |
| 1980/1981 | DDR-Mannschaftsmeisterschaft     | Mannschaft   | Einheit Greifswald (Erfried Michalowsky, Edgar Michalowski, Thomas Mundt, Michael Franz, Thomas Greeck, Angela Michalowski, Petra Michalowsky, Birgit Kämmer, Ilona Michalowsky, Christine Zierath)                  |
| 1980/1981 | DDR-Einzelmeisterschaft          | Herreneinzel | Erfried Michalowsky (Einheit Greifswald) |
| 1980/1981 | DDR-Einzelmeisterschaft          | Herrendoppel | Erfried Michalowsky / Edgar Michalowski (Einheit Greifswald) |
| 1981/1982 | DDR-Mannschaftsmeisterschaft     | Mannschaft   | Einheit Greifswald (Erfried Michalowsky, Edgar Michalowski, Thomas Mundt, Uwe Kämmer, Norbert Michalowsky, Birgit Kämmer, Petra Michalowsky, Ilona Michalowsky)                                                      |
| 1981/1982 | DDR-Einzelmeisterschaft          | Herrendoppel | Erfried Michalowsky / Edgar Michalowski (Einheit Greifswald) |
| 1982/1983 | DDR-Mannschaftsmeisterschaft     | Mannschaft   | Einheit Greifswald (Erfried Michalowsky, Edgar Michalowski, Norbert Michalowsky, Thomas Mundt, Uwe Kämmer, Klaus Müller, Birgit Kämmer, Ilona Ryk)                                                                   |
| 1982/1983 | DDR-Einzelmeisterschaft          | Herreneinzel | Erfried Michalowsky (Einheit Greifswald) |
| 1982/1983 | DDR-Einzelmeisterschaft          | Herrendoppel | Erfried Michalowsky / Edgar Michalowski (Einheit Greifswald) |
| 1982/1983 | DDR-Einzelmeisterschaft          | Mixed        | Erfried Michalowsky / Petra Michalowsky (Einheit Greifswald) |
| 1983/1984 | DDR-Mannschaftsmeisterschaft     | Mannschaft   | Einheit Greifswald (Erfried Michalowsky, Edgar Michalowski, Norbert Michalowsky, Thomas Mundt, Klaus Müller, Frank Brandenburg, Uwe Kämmer, Mike Joseph, Petra Michalowsky, Birgit Kämmer, Kerstin Bohn)             |
| 1983/1984 | DDR-Einzelmeisterschaft          | Mixed        | Erfried Michalowsky / Petra Michalowsky (Einheit Greifswald) |
| 1984/1985 | DDR-Mannschaftsmeisterschaft     | Mannschaft   | Einheit Greifswald (Edgar Michalowski, Erfried Michalowsky, Norbert Michalowsky, Thomas Mundt, Birgit Kämmer) |
| 1984/1985 | DDR-Einzelmeisterschaft          | Herrendoppel | Erfried Michalowsky / Edgar Michalowski (Einheit Greifswald) |
| 1984/1985 | DDR-Einzelmeisterschaft          | Mixed        | Erfried Michalowsky / Petra Michalowsky (Einheit Greifswald) |
| 1985/1986 | DDR-Mannschaftsmeisterschaft     | Mannschaft   | Einheit Greifswald (Erfried Michalowsky, Edgar Michalowski, Thomas Mundt, Mike Joseph …) |
| 1985/1986 | DDR-Einzelmeisterschaft          | Mixed        | Erfried Michalowsky / Petra Michalowsky (Einheit Greifswald) |
| 1986/1987 | DDR-Mannschaftsmeisterschaft     | Mannschaft   | Einheit Greifswald (Erfried Michalowsky, Edgar Michalowski, Thomas Mundt, Norbert Michalowsky, Mike Joseph, Petra Michalowsky, Birgit Kämmer)                                                                        |
| 1987/1988 | DDR-Mannschaftsmeisterschaft     | Mannschaft   | Einheit Greifswald (Erfried Michalowsky, Edgar Michalowski, Petra Michalowsky, Birgit Kämmer, Thomas Greeck, Joachim Schimpke)                                                                                       |
| 1987/1988 | DDR-Einzelmeisterschaft          | Herrendoppel | Erfried Michalowsky / Edgar Michalowski (Einheit Greifswald) |
| 1988/1989 | DDR-Mannschaftsmeisterschaft     | Mannschaft   | Einheit Greifswald (Thomas Mundt, André Wiechmann, Mike Joseph, Edgar Michalowski, Erfried Michalowsky, Thomas Greeck, Jens Thonack, Joachim Schimpke, Petra Michalowsky, Sandra Kraft, Angela Michalowski)          |
| 1988/1989 | DDR-Einzelmeisterschaft          | Mixed        | Erfried Michalowsky / Petra Michalowsky (Einheit Greifswald) |
| 1989/1990 | DDR-Mannschaftsmeisterschaft     | Mannschaft   | Einheit Greifswald (Thomas Mundt, Edgar Michalowski, Erfried Michalowsky, André Wiechmann, Mike Joseph, Petra Michalowsky, Kerstin Bohn)                                                                             |